# Wapen van Oost-, West- en Middelbeers

Wapen van Oost-, West- en Middelbeers

Het wapen van Oost-, West- en Middelbeers werd op 14 oktober 1818 bij besluit van de Hoge Raad van Adel aan de toenmalige Noord-Brabantse gemeente Oost-, West- en Middelbeers verleend. Op 1 januari 1997 werd Oost-, West- en Middelbeers als gemeente opgeheven om op te gaan in de gemeente Oirschot. Hiermee kwam het wapen van Oost-, West- en Middelbeers te vervallen als gemeentewapen. In het wapen van Oirschot uit 1998 werden drie baarzen opgenomen als verwijzing naar het vervallen wapen.

## Blazoenering
De blazoenering bij het wapen luidt als volgt:
Van lazuur, gevierendeeld, beladen ieder vierendeel met een klimmende leeuw van goud; het chef van goud, beladen met drie baarsen van lazuur.
De heraldische kleuren zijn lazuur (blauw) en goud (geel). Dit zijn de rijkskleuren.

## Geschiedenis
Het wapen is afgeleid van dat van de hertogen van Brabant-Limburg. De baarzen in het schildhoofd maken het tot een sprekend wapen. Een dergelijk zegel kwam in de achttiende eeuw voor, met slechts een baars, voor Beers.

## Verwante wapens

Wapen van de hertogen van Brabant-Limburg
Het wapen van Oirschot